# Географ (Вермеер)
«Географ» — картина нидерландского живописца Яна Вермеера, написанная около 1668—1669 годов. Одна из трёх картин, подписанных и датированных мастером (помимо «Астронома» и «Сводницы»). В настоящее время хранится в Штеделевском художественном институте (Франкфурт, Германия).
На картине изображён географ, задумчиво склонившийся над картой с циркулем в правой руке, погружённый в научные изыскания. На нём халат в японском стиле — распространённая одежда учёных того времени. Предметы в кабинете — карты, схемы, книги, глобус, алидада — указывают на род деятельности учёного. Динамика композиции передаётся через позу персонажа, скопление реквизита в левой части картины и диагональные тени на стене справа.
Вермеер внёс ряд изменений на уже законченную картину для усиления динамичности сцены. Например, изначально географ смотрел на стол, а не в окно, так как его голова находилась левее, чем в окончательном варианте; циркуль в руке был направлен вертикально вниз; на табурете в нижнем правом углу лежал лист бумаги, удаление которого привело к потемнению этого участка.
Черты лица персонажа слегка размыты для эффекта движения. Прищуренные глаза можно объяснить как солнечным светом, так и напряжённым раздумьем. Искусствовед Селена Карр предполагает, что на картине изображён момент озарения или научного открытия. Географ с волнением держится за книгу, словно собирается вот-вот раскрыть её и найти подтверждение своей догадки. Его поза почти зеркально симметрична позе Фауста с офорта Рембрандта, узревшего магическую анаграмму в светящемся круге.
Глобус Йодокуса Хондиуса составляет пару с его же звёздным глобусом на картине «Астроном». Поскольку такие глобусы обычно продавались вместе, есть основания предполагать, что картины предназначались для совместной демонстрации. Это подкрепляется наличием других общих элементов на картинах и тем же персонажем. Глобус развёрнут к зрителю полушарием с Индийским океаном, где в то время господствовала Голландская Ост-Индская компания. Вермеер использовал технику импасто, чтобы подчеркнуть картуш цвета матовой охры на глобусе, призывающий открывать белые пятна на карте мира, что так же символизирует тему «озарения», наряду с восточным ковром и приспущенной занавеской.
Подробнейшее изображение карт, глобусов, картографических инструментов указывает на немалый интерес Вермеера к данной теме. Некоторые искусствоведы полагают, что моделью для «Астронома» и «Географа» мог послужить современник Вермеера и уроженец Дельфта Антони ван Левенгук, которому во время написания картин было около 36 лет. Известно, что именно в этот период Левенгук получил должность землемера. Документальных подтверждений о каких-либо отношениях между Вермеером и Левенгуком не сохранилось, кроме того, что после смерти Вермеера его душеприказчиком стал именно Левенгук.
История обеих картин прослеживается до 27 апреля 1713 года, когда они были проданы в Роттердаме неизвестному покупателю за 300 флоринов. В то время и вплоть до конца XVIII века картины назывались «Астрологи».